# Hrvatsko državno vodstvo
Hrvatsko državno vodstvo je bilo privremeno upravno tijelo u Hrvatskoj koje je obnašalo dužnosti vlade. Preuzelo je vlast prije dolaska poglavnika Ante Pavelića. Na čelu mu je bio Slavko Kvaternik.  Kvaternik je imenovao članove hrvatskog državnog vrha. Predsjednik privremene vlade bio je Mile Budak, ostali članovi bili su Mirko Puk (zamjenik predsjednika), Andrija Artuković, Branko Benzon, Jozo Dumandžić, Mladen Lorković, Ismet Muftić, Marko Veršić, Đuro Vranešić i Milovan Žanić. Po dolasku hrvatskog Poglavnika Ante Pavelića u Zagreb, 15. travnja 1941. godine, došlo je do službenog formiranja Vlade Nezavisne Države Hrvatske.